# Kapun
Kapun je priimek v Sloveniji, ki ga je po podatkih Statističnega urada Republike Slovenije na dan 1. januarja 2011 uporabljalo 432 oseb. Po pogostnosti je bil uvrščen na 787. mesto.
- Hinko Kapun (1922 - 1989), strokovnjak za prometno varnost (RSNZ)
- Ivan Kapun, policist (MNZ), vodja odd. za prometno varnost
- Jure Kapun, pesnik, pisatelj kratkih zgodb, literarni kritik
- Nik Kapun (*1994), nogometaš
- Stanko Kapun, agronom